# Federación Española de Triatlón
La Federación Española de Triatlón (FETRI) es el máximo organismo del triatlón en España.
Es una entidad privada, que se rige por la ley 10 del 15 de octubre de 1990, del Deporte; por el Real Decreto 1835 del 20 de diciembre de 1991, sobre Federaciones deportivas de España, por los Estatutos y por las demás normas de orden interno que la FETRI dicte en el ejercicio de sus competencias. Goza de personalidad jurídica propia y plena capacidad de obrar en el cumplimiento de sus fines.
Son de sus competencias otras especialidades tales como Duatlón, Triatlón de Invierno, Acuatlón, Triatlón Cros, Duatlón Cros, Cuadriatlón y Aquabike. Es miembro de la ITU y la ETU. Fundada en 1990 con sede en Madrid, siendo su actual presidente José Hidalgo Martín.

## Ámbito
La FETRI se encarga de los distintos Campeonatos de España de Triatlón (triatlón, duatlón, relevos mixtos, clubes...) y de la Selección Española de Triatlón en sus distintas modalidades. Además, se encarga de la formación de entrenadores, así como de fomentar el triatlón de base y un triatlón limpio de dopaje.

## Categorías de triatlón
Se establece una categoría absoluta masculina y otra femenina:
| Edad  | Categoría |
| ----- | --------- |
| 24-39 | Absoluta  |

Además  de  la  categoría  absoluta  a  la  que  pertenecen  todos  los deportistas,  éstos  podrán  pertenecer  a  las  siguientes  categorías según sus edades e independientemente de su sexo:
| Edad          | Categoría  |
| ------------- | ---------- |
| 15-17         | Cadetes    |
| 18-19         | Júnior     |
| 20-23         | Sub-23     |
| 40-49         | Veterano 1 |
| 50-59         | Veterano 2 |
| 60 o más años | Veterano 3 |

La categoría de edad estará determinada por la edad del participante el 31 de diciembre del año en que se celebre la competición.
Como  alternativa  a  las  categorías  relacionadas  puede  establecerse una  competición  por  grupos  de  edad.  En  este  caso  los  grupos  de edad se agruparán de la siguiente manera:
1. xx-19 años
2. 20-24 años
3. 25-29 años
4. 30-34 años, etc.
Las categorías también se pueden agrupar en Élite, Élite/Sub-23, Grupo de Edad (GGEE) y Paratriatlón.
Se  podrán  organizar  campeonatos  y  competiciones  oficiales  para  las siguientes categorías y sobre las siguientes distancias:
Cadete – Distancia Sprint
Júnior – Distancias Sprint y Estándar
En  una  competición,  todos  los  deportistas  optan  a  la  clasificación absoluta  además  de  a  la  propia  de  su  edad,  si  exístela  hubiera. Ningún  deportista  podrá  competir  en  una  categoría  diferente  a  la  de su edad.
Las Categorías en Edad Escolar:
| Edad  | Categoría    |
| ----- | ------------ |
| 7-8   | Pre-benjamín |
| 9-10  | Benjamín     |
| 11-12 | Alevín       |
| 13-14 | Infantil     |
| 15-17 | Cadetes      |